# Забелина, Вера Ефимовна
Вера Ефимовна Забелина (род. 25 июня 1937, с. Шабурово, Гаринский район, Свердловская область, РСФСР, СССР), в девичестве Югова, во втором браке Кузнецова — советская легкоатлетка, специалистка по бегу на короткие дистанции. Выступала за сборную СССР по лёгкой атлетике во второй половине 1950-х годов, победительница и призёрка первенств всесоюзного значения, участница летних Олимпийских игр в Мельбурне. Представляла Пермь и физкультурно-спортивное общество «Динамо». Преподаватель ПермГСХА.

## Биография
Вера Югова родилась 25 июня 1937 года в селе Шабурово Свердловской области.
Занималась лёгкой атлетикой в Молотове под руководством тренеров Г. В. Махнутина и М. Я. Файнгерца, выступала за всесоюзное физкультурно-спортивное общество «Динамо».
Первого серьёзного успеха на всесоюзном уровне добилась в сезоне 1956 года, когда на чемпионате страны в рамках Первой летней Спартакиады народов СССР в Москве трижды поднималась на пьедестал почёта: выиграла серебряные медали в беге на 100 метров и в эстафете 4 × 100 метров, а также взяла бронзу на дистанции 200 метров. Благодаря этому удачному выступлению удостоилась права защищать честь Советского Союза на летних Олимпийских играх в Мельбурне — здесь в дисциплине 200 метров остановилась на стадии полуфиналов, в то время как выступить в эстафете ей не довелось.
В 1958 году уже под фамилией Забелина выступила в матчевой встрече со сборной США в Москве, получила серебро в беге на 200 метров на чемпионате СССР в Таллине, заняла четвёртое место на чемпионате Европы в Стокгольме, одержала победу в эстафете 4 × 100 метров на чемпионате СССР по эстафетному бегу в Тбилиси, установила свой личный рекорд на 200-метровой дистанции — 23,9.
Впоследствии в течение многих лет работала преподавателем на кафедре физического воспитания Пермской государственной сельскохозяйственной академии.